# Laguna del Carbón
Laguna del Carbón (em português Lagoa do Carvão) é o ponto de menor altitude da América do Sul e de toda América. Está a 105 metros abaixo do nível do mar e fica localizado na província de Santa Cruz, na Argentina. É também o sétimo ponto mais baixo do mundo.